# Nephtys punctata
Nephtys punctata är en ringmaskart. Nephtys punctata ingår i släktet Nephtys och familjen Nephtyidae. Inga underarter finns listade i Catalogue of Life.